# 鴨肉飯

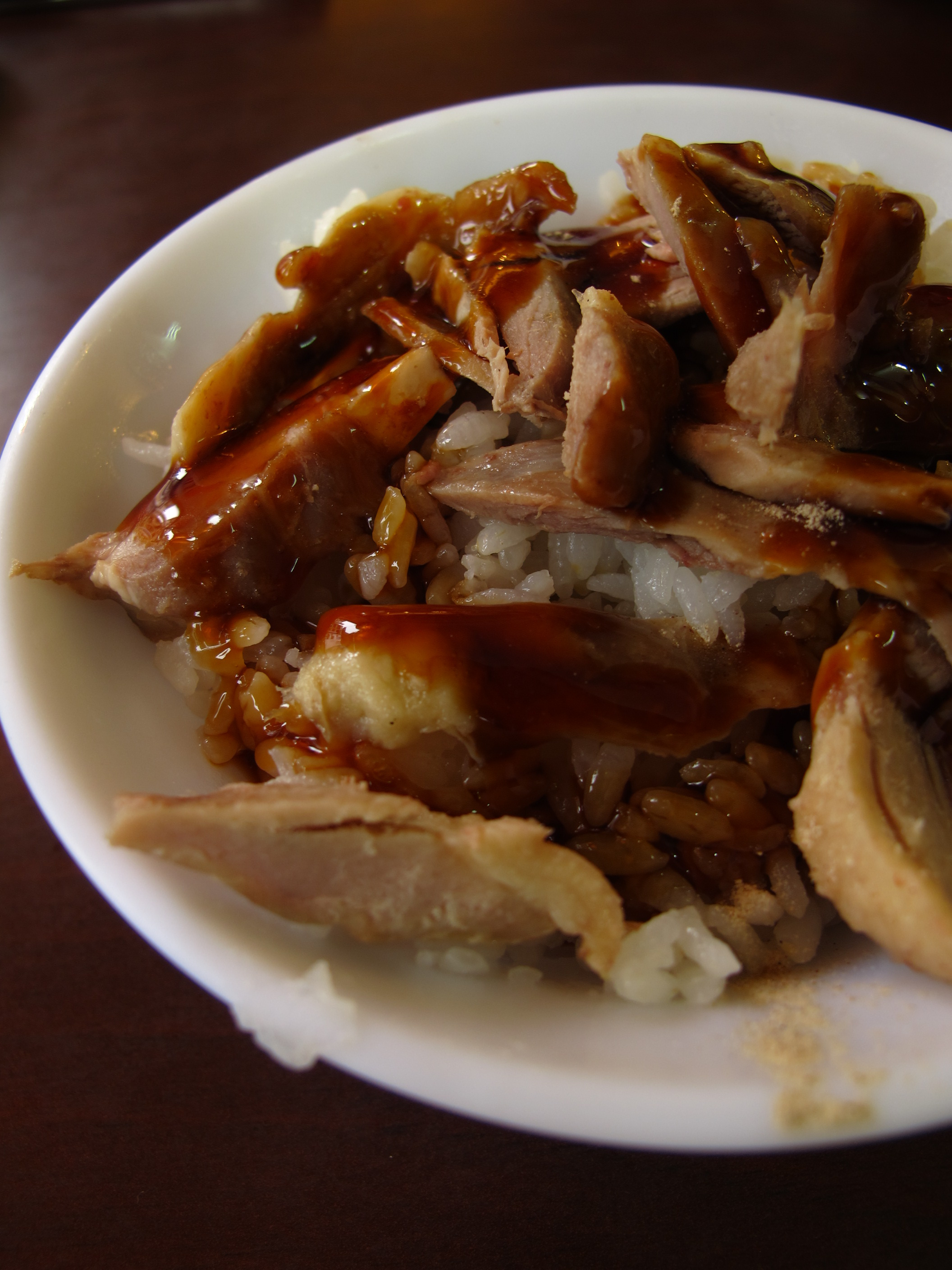
鴨肉飯の例（台南市）

鴨肉飯（ヤーロウファン）は、台湾料理の1種。スライスしたアヒル肉と煮込んだ豚肉を切ったものとを飯に乗せた料理である。
台湾では「鴨」は「アヒル」を意味する。